# Линда Хант
Лидија Сузана „Линда” Хант (енгл. Lydia Susanna "Linda" Hunt; рођена 2. април 1945. у Морстауну, Њу Џерзи), америчка је филмска, позоришна и ТВ глумица.
Линда је дебитовала на филму 1980. године у филму Попај Роберта Алтмана. Годину дана касније, глумила је у филму Година опасног живљења, адаптацији истоименог романа у режији Питера Вира. Линда је играла улогу фотографа Билија Квана, а за ову улогу добила је Оскара и постала прва глумица која је добила ову награду за женску улогу глумећи мушкарца.
Хант је такође позната и као добра позоришна глумица, пошто је освојила два Обија и једну номинацију за Тонија. Њене познате позоришне улоге су тетка Дан у Тетка Дан и Лемон и сестра Елоиз у комаду Сумња. На телевизији је позната по улози судије Зое Хилер у ТВ серији Адвокатура.
Од 2009. игра улогу Хенријете "Хати" Ланг у емисији НЦИС: Лос Анђелес. Године 2011. ова улога јој је донела номинацију за награду по избору тинејџера.
Њена филмска каријера укључује наслове као што су Дина (1984), Силверадо (1985), Ђаволица (1989), Полицајац из вртића (1990), Двадесет долара (1993), Маверик (1994), Висока мода (1994), Покахонтас (1995), Реликвија (1997), Соло: Прича Ратова звезда (2018) и још много тога.